# 김창헌
김창헌(한국 한자: 金昶憲, 1999년 7월 6일 ~ ) 은 대한민국의 축구선수이다. 포지션은 공격수이다. 현 K4리그 당진시민축구단 소속으로 뛰고 있다.